# Saida Mirziyoyeva
Saida Shavkatovna Mirziyoyeva (nacida el 4 de noviembre de 1984) es una política uzbeka. Es jefa de la Subdivisión de Políticas de Información y Comunicaciones de la Oficina Ejecutiva de la Administración Presidencial.Es la hija mayor del presidente de Uzbekistán, Shavkat Mirziyoyev.

## Temprana edad y educación
Mirziyoyeva nació el 4 de noviembre de 1984 en Kokand, región de Fergana, hija del político Shavkat Mirziyoyev y Ziroatjan Mirziyoyeva. Tiene una hermana, Shahnoza, y un hermano, Miralisher. Tiene una licenciatura en derecho internacional de la Universidad de Economía y Diplomacia Mundial. En 2008, obtuvo una maestría en derecho de la Universidad Estatal de Derecho de Taskent. En 2010, obtuvo una maestría en economía de la Universidad Estatal de Moscú.

## Carrera científica
Desde 2010, Mirziyoyeva ha estado realizando investigación y desarrollo en el campo del desarrollo e implementación de metodologías para estrategias nacionales, regionales y sectoriales específicas basadas en las reglas de la teoría de la estrategia.Ha sido investigadora en la Academia de Administración Públicay trabaja como investigadora en el Centro de Estudios Estratégicos de la Universidad Estatal de Moscú. Es autora de varias publicaciones científicas dedicadas al análisis de la experiencia local y la práctica mundial en la planificación de procesos socioeconómicos, la evaluación del impacto de las tendencias globales y nacionales en las estrategias estatales y regionales, así como la mejora de la Metodología para la formación de estrategias nacionales de desarrollo socioeconómico de corto, mediano y largo plazo.

## Carrera política
Del 12 de abril de 2019 al 29 de enero de 2020, Mirziyoyeva trabajó como subdirectora de la Agencia de Información y Comunicaciones Masivas.Como subdirectora de la agencia, coordinó las actividades del centro de relaciones públicas y supervisó las cuestiones de transparencia en los órganos estatales y administrativos.Implementó proyectos dentro de cinco iniciativas del presidente Mirziyoyev. Trabajó activamente para establecer contactos entre la agencia y las organizaciones internacionales que trabajan en el campo de la libertad de expresión. Como parte de las delegaciones dedicadas al desarrollo de los medios de comunicación en Uzbekistán, visitó varios países.
Bajo los auspicios de Mirziyoyeva se ampliaron las actividades del proyecto "El ojo del corazón", destinado a apoyar a los niños ciegos y proporcionarles literatura educativa, artística, científica y otra literatura necesaria publicada en Braille. Además, en el marco del proyecto, se realizan trabajos prácticos para crear un ambiente inclusivo en las instituciones culturales del país. El sistema de comentarios Tiflo se está introduciendo en los cines.
El 31 de enero de 2020, Mirziyoyeva asumió el cargo de vicepresidenta del Patronato del Fondo Público de Apoyo y Desarrollo de los Medios de Comunicación Nacionales. Incluso después de conseguir un nuevo trabajo, continuó ayudando en la implementación del proyecto "Kongil Kozi". Ha participado activamente en la implementación de reformas destinadas al desarrollo de los medios de comunicación y a garantizar la libertad de expresión en Uzbekistán. Apoyó la abolición de la pena de prisión por difamación e insulto.
Mirziyoyeva es miembro de la Comisión de Igualdad de Género desde 2019. En febrero de 2020, participó en el Foro Global de Mujeres The Power of Influence, organizado por la Organización de Mujeres de Dubái en Dubái. En abril de 2020, como parte del Proyecto "Asistencia Segura" lanzado por su iniciativa, se brindó asistencia a mujeres necesitadas de protección social durante la pandemia de COVID-19.
El 14 de noviembre de 2022, Mirziyoyeva asume el cargo de directora de departamento en la administración del presidente uzbeko.

## Vida personal
Mirziyoyeva está casada con Oybek Tursunov y tienen 3 hijos. Su hijo Miromon y su hija Saodatxon.
Es una de las personas de la alta sociedad más famosas de Uzbekistán. Los medios de comunicación locales escriben constantemente sobre ella y la llaman "la princesa uzbeka".